# Boreotrophon alaskanus
Boreotrophon alaskanus är en snäckart som beskrevs av Dall 1902. Boreotrophon alaskanus ingår i släktet Boreotrophon och familjen purpursnäckor. Inga underarter finns listade i Catalogue of Life.